# Mélantois

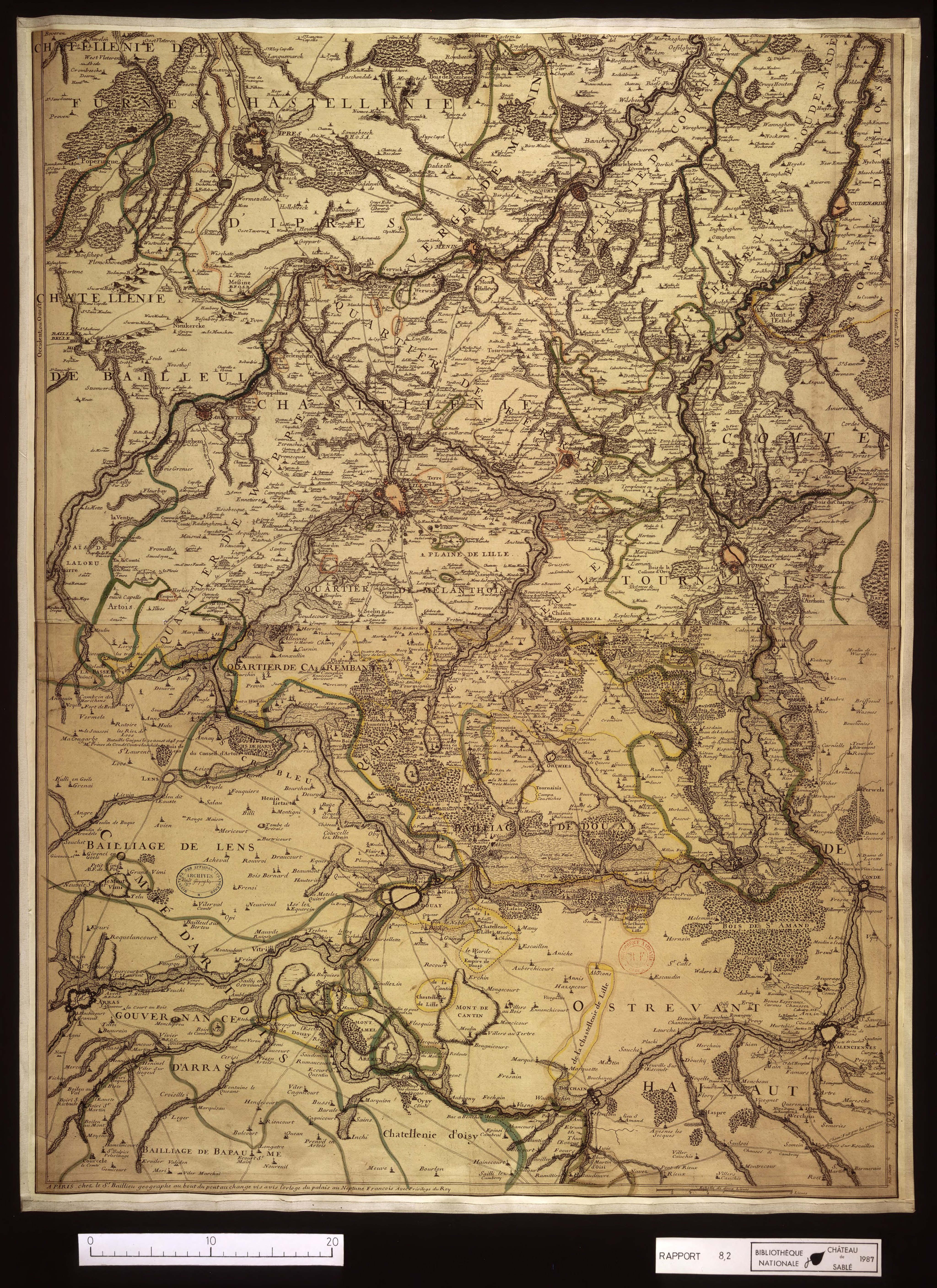
Carta della castellania di Lilla, che mostra il Mélantois (1707)

Il Mélantois (in olandese Medeland) è un territorio situato sul versante sudorientale della metropoli europea di Lilla, negli Hauts-de-France.

## Geografia
Mélantois significa "di mezzo": in effetti esso si trova al centro tra il Ferrain a nord, la Pévèle a est, il Carembault a sud e le Weppes a ovest.
Si trova tra i fiumi Deûle e Marque, è limitato a nord da una linea che va da Willems à La Madeleine.
Il Mélantois è una pianura gessosa la cui altezza s.l.m. è compresa tra i 20 e i 45 metri, con pendenze dolci (inferiori al 5%).

Contrariemente alla vicina Pévèle, più boscosa e verdeggiante, Il suo paesaggio è piuttosto di tipo a campi aperti e costituita da ricchi terreni agricoli (barbabietole, cicoria da foglia).

## Storia

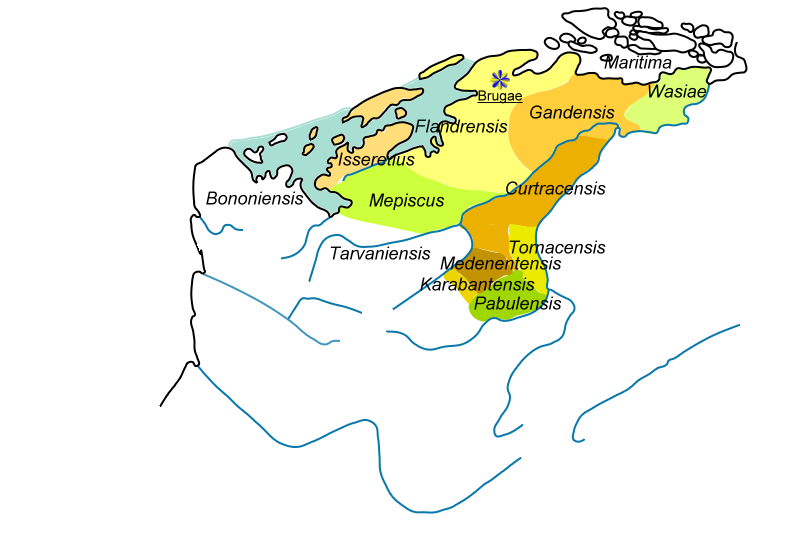
Pagi riuniti per formare il marchesato delle Fiandre.

All'origine il Mélantois era un pagus  dei Menapi (pagus Medenentensis). Esso era limitato dal fiume Marque ad est, dal Lys a nord e dal territorio del Caribant a ovest. Esso aveva sulla Marque quattro punti: Pont-à-Marcq, Bouvines, Tressin, Hempempont. Le località citate in questo pagus sono: Lilla, Noyelles, Roncq, Templeuve, Sainghin, Esquelmes, Péronne, Seclin, Phalempin (in parte), Wasquehal.
Il Mélantois è citato nella biografia di sant'Eligio, scritta da sant'Audoeno, poi nell'atto di suddivisione degli stati di Ludovico il Pio nell'835. A partire dal XIV secolo è citato come uno dei cinque quartier dell'antica castellania di Lilla, sull'esempio del Carembault, del Ferrain, del Pévèle e dei Weppes. Il suo destino storico quindi è di essere sempre confuso con quello della città di Lilla. Nell'antica castellania di Lilla, Seclin era il capoluogo del Mélantois.
Anticamente rurale, il  Mélantois ha conosciuto una forte urbanizzazione da una cinquantina di anni e costituisce un'area di sviluppo economico per la concentrazione di aeroporti, zone industriali, centri commerciali, lottizzazioni di terreni per abitazioni, ecc.). Uno degli esempi più significativi è la creazione della nuova città di Villeneuve-d'Ascq, la località più popolata del territorio, nata dalla fusione dei tre villaggi di Flers-lez-Lille, Annappes e Ascq.

## Territorio urbanizzato
Il Mélantois è oggi costituito da 23 comuni:
- Anstaing
- Avelin
- Faches-Thumesnil
- Forest-sur-Marque[1]
- Fretin
- Houplin-Ancoisne
- La Madeleine
- Lesquin

- Lezennes
- Lilla
- Loos
- Mons-en-Barœul
- Noyelles-lès-Seclin
- Péronne-en-Mélantois
- Ronchin
- Sainghin-en-Mélantois

- Seclin
- Templemars
- Tressin
- Vendeville
- Villeneuve-d'Ascq
- Wasquehal
- Wattignies